# Venturia ochreiventris
Venturia ochreiventris är en stekelart som först beskrevs av Günther Enderlein 1914.  Venturia ochreiventris ingår i släktet Venturia och familjen brokparasitsteklar. Inga underarter finns listade i Catalogue of Life.